# Brasménil
 (septembre 2016).
Si vous disposez d'ouvrages ou d'articles de référence ou si vous connaissez des sites web de qualité traitant du thème abordé ici, merci de compléter l'article en donnant les références utiles à sa vérifiabilité et en les liant à la section « Notes et références ».
Brasménil (en wallon Brå-Minni et signifie: association de Bras (crête défrichée) et de Ménil (demeure)) est un village du Parc naturel des Plaines de l'Escaut entre les villes de Tournai et Péruwelz, en Belgique. Administrativement il fait partie de la ville et commune de Péruwelz, située en Région wallonne dans la province de Hainaut. C'était une commune à part entière avant la fusion des communes de 1977. Le patois pratiqué est basé sur la langue picarde.

## Évolution démographique
- Sources : INS, Rem. : 1831 jusqu'en 1970 = recensements, 1976 = nombre d'habitants au 31 décembre.

## Historique
Brasménil est issu de la fusion de deux hameaux : Bras et Maisnil.
Le hameau de Bras se situe autour de l'église et celui du Maisnil dans l'environnement immédiat du château portant le même nom (direction de Wiers). Les fiefs de Bras et du Maisnil relevaient de la baronnie de Leuze ; sur le plan juridique, le Maisnil était soumis à la juridiction échevinale de Braffe et dépendait également des seigneurs du Biez à Wiers.
Les hameaux disposaient d’une chapelle sous l'autorité directe de l’autel de Roucourt. Ce territoire est définitivement cédé aux Pays-Bas autrichiens en 1769. Durant la période révolutionnaire (1793), le régime français réunit les deux hameaux en commune et, en 1803, le décret de réorganisation du diocèse de Tournai établit une paroisse.
Son économie est essentiellement orientée vers la culture des céréales et la betterave sucrière. Dans les années 1950, les petites fermes disparaissent au profil des plus grosses exploitations. On y trouvait également des briqueteries. Le village a su préserver son cadre rural avec quelques cafés. Un home pour personnes âgées y est également installé.

## Patrimoine et culture

### Patrimoine architectural
- Le Château du Mesnil.
- Un ancien moulin à vent (en ruines).
- L'église Saint-Martin.
- La chapelle Sainte-Rita, aménagée dans une grange. Tous les ans un pèlerinage à sainte Rita y est célébré[3].

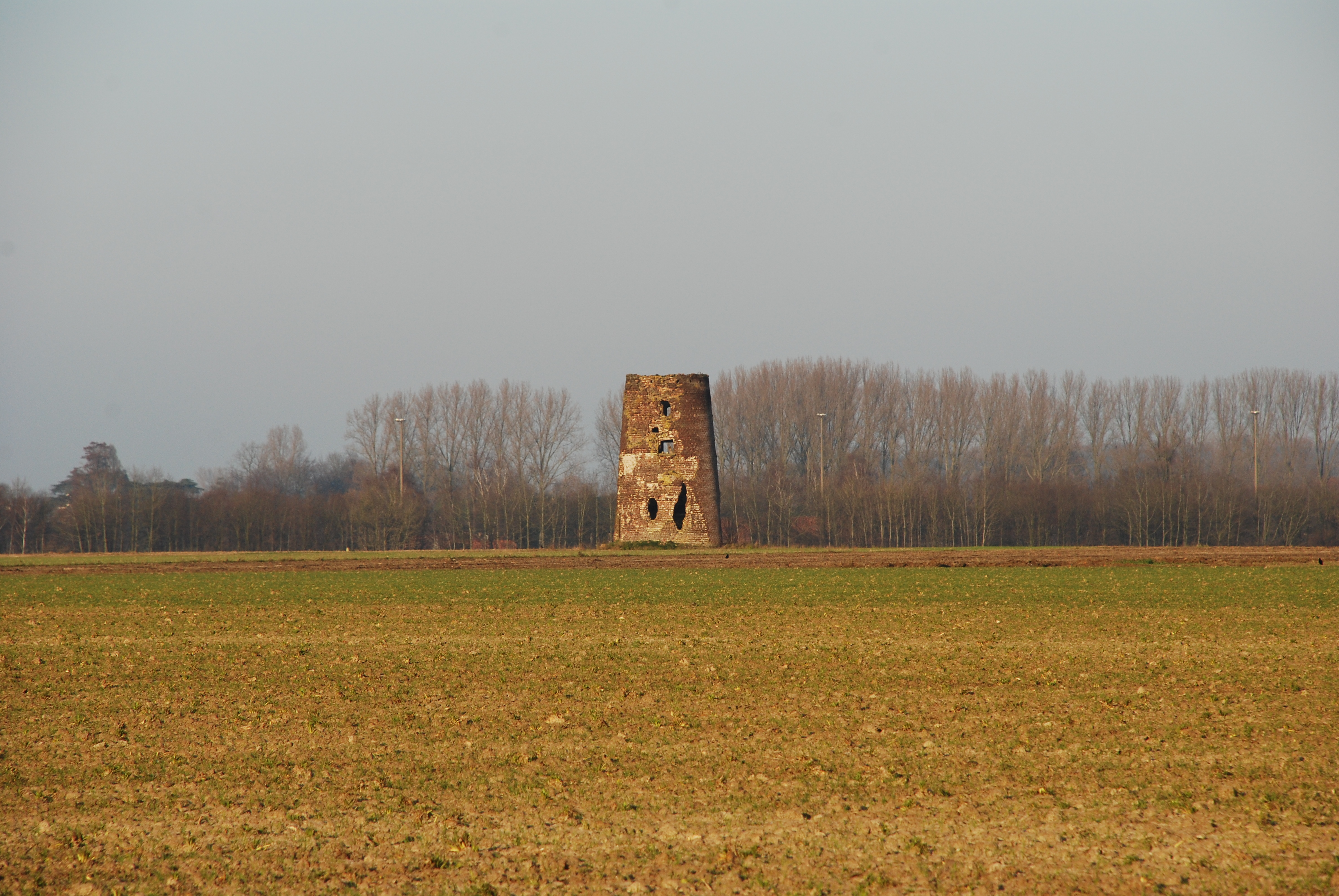
Le vieux moulin, à l'entrée de Brasménil.
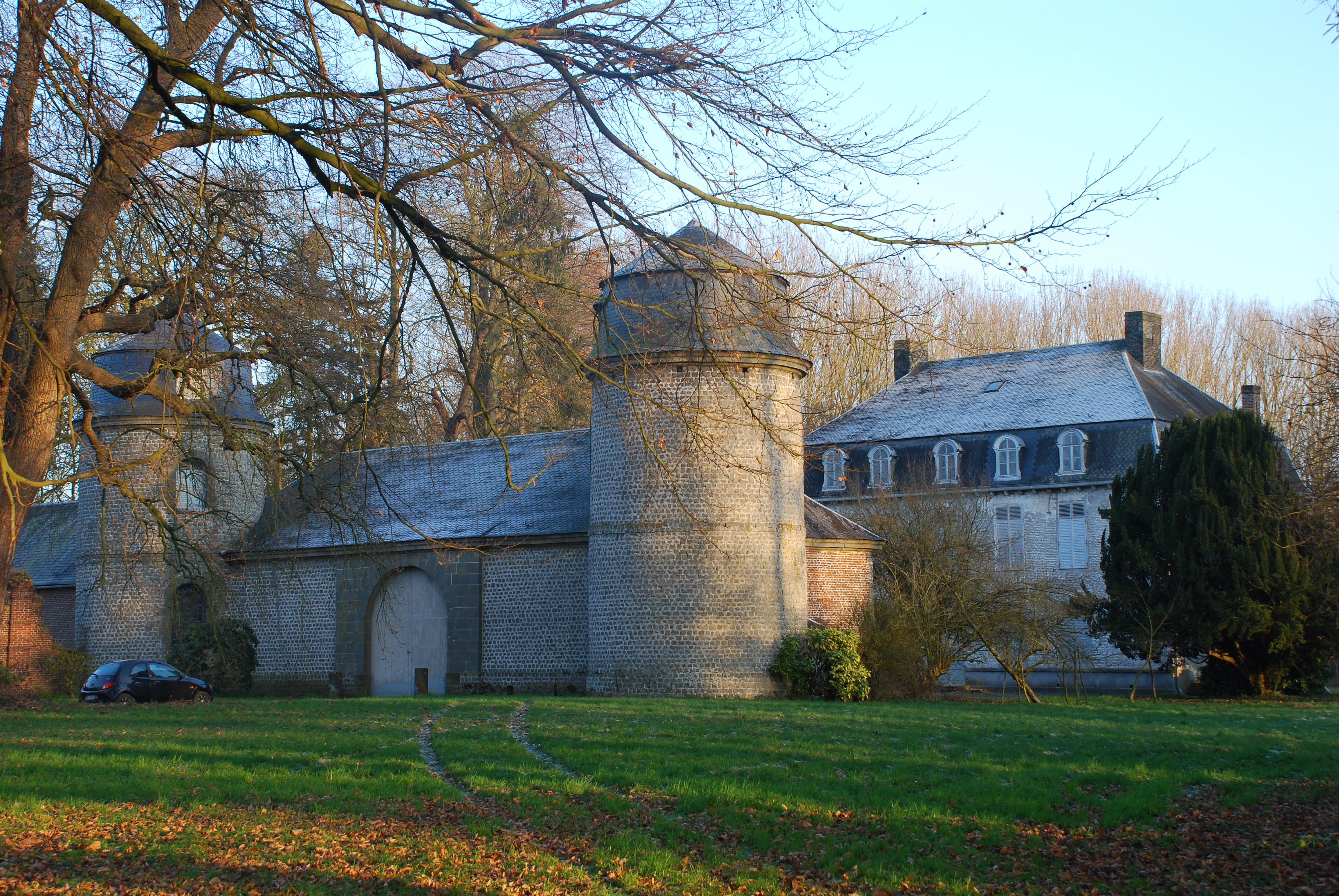
Le "Château du Mesnil" à Brasménil.
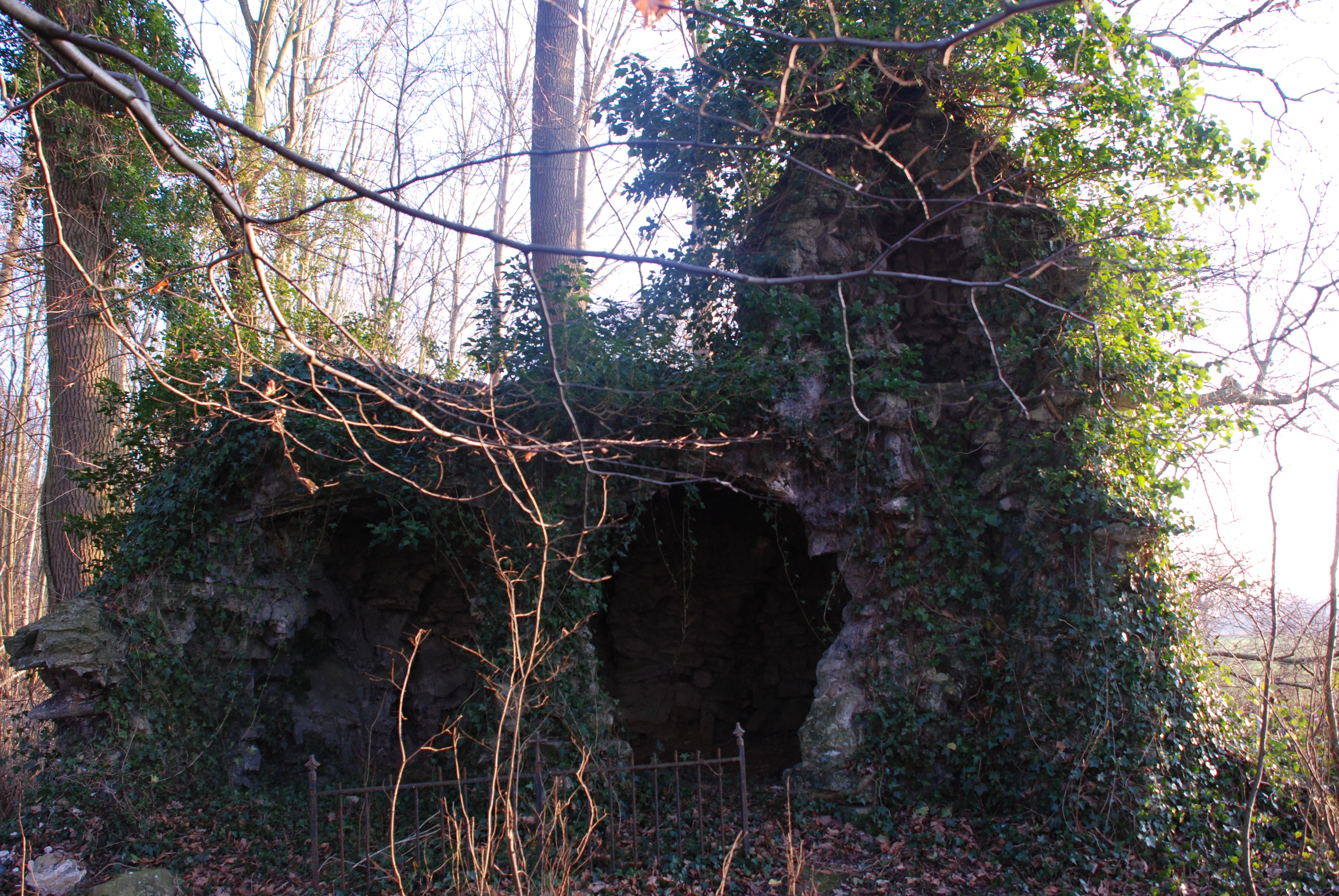
La grotte de Notre-Dame de Lourdes (vide?).